# Maomé IX de Granada
Muḥammad aṣ-Ṣaḡīr ben Naṣr (em árabe: محمد الصغير بن نصر) ou ʾAbū ʿabd Allāh al-ʾaysar al-Ḡālib Muḥammad ben Naṣr  (بو عبد الله الأيسر "الغالب" محم بن نصر) ou simplesmente Maomé IX, alcunhado de al-'Aysar (أيسر; "o canhoto"), as-Saghir (صغير; "o pequeno") e al-Ghalib (غالب; "o vencedor; 1396 — 1453 ou 1454) foi o 15º rei nacérida de Granada, que reinou em quatro ocasiões entre 1419 e 1453 ou 1454.
Era neto do rei Maomé V de Granada, mas o seu pai não foi rei. Começou por suceder ao seu parente Maomé VIII em 1419, na sequência duma rebelião. O seu reinado foi particularmente caótico, tendo sido interrompido três vezes.

## Contexto histórico
Todos os reinados de Maomé IX foram marcados pela lutas entre os clãs mais influentes do emirado e pelas intervenções de Castela, o que resultou em três interrupções durante as quais reinaram outros emires.
Ao longo de todo o reinado de VIII, reinou em Castela João II, que subiu ao trono em 1406, quando tinha apenas um ano de idade e morreu em 1454. João II tem a reputação de ter sido um dos reis mais fracos e menos capazes da história castelhana. Durante o seu reinado, Castela não representou um grande perigo militar, mas isso não impediu João de fomentar desordens no emirado granadino explorando as rivalidades entre os clãs de Granada.
Também em Aragão, durante todo o reinado de Maomé IX, reinou Afonso V de Aragão  (r. 1416–1456). No entanto este soberano não mostrou muito interesse pela política ibéricos, aparentemente preferindo dedicar-se a Nápoles, à Sardenha e à Sicília.
Este contexto está na origem de não terem ocorrido quaisquer grandes batalhas envolvendo os reino granadino, o que foi uma sorte para os nacéridas que já não tinham quaisquer aliados com quem pudessem contar para os auxiliar.

## Ascensão ao trono
O mesmo não se pode dizer da situação no interior do emirado, que se torna precária a partir de 9 novembro de 1417, quando morre o rei Iúçufe III e lhe sucede o seu primogénito Maomé VII, então apenas com oito anos de idade. Segundo as crónicas castelhanas, o poder efetivo ficou então nas mãos do vizir do rei defunto, Ali Alamim, que assumiu o cargo de regente. Ali Alamim pertencia ao clã dos Bannigas (Banu Egas ou Venegas). Os Abencerragens (nome castelhanizado dos Banu Sarrai ou Banu Sarraje; em árabe: بنو السراج), um clã árabe proveniente do Norte de África, rivais dos Bannigas, começam então a ter um papel primordial na política do Reino Nacérida, que perduraria até ao seu final.
Uma série de conspirações, intrigas e assassinatos, envolvendo sobretudo os dois clãs rivais, enfraquecem o poder. Os Abencerragens, que detêm o comando militar em Guadix e Íllora, sublevam-se em 1419 contra a autoridade do vizir Ali Alamim e põem em prática um estratagema para derrubar o jovem Maomé VIII e substituí-lo no trono por Maomé Aliaçar. Para tal convocam os alfaquis (juristas islâmicos) para a Grande Mesquita de Granada e incitam-nos a declarar ilegítimo o governo de Maomé VIII por causa da sua menoridade. Intimidados ou convencidos, os alfaquis emitem a declaração que lhes pediam. O caminho para o trono fica assim aberto para Maomé Aliaçar, que não sobe imediatamente à Alhambra, o complexo palaciano que e a sede do poder nacérida. Alamim rende-se e o jovem emir é destituído e encerrado na prisão com a sua família (segundo outras fontes, foi enviado para a corte do Reino Haféssida em Tunes). Os habitantes de Granada alcunham o novo soberano de Aliaçar ("o canhoto").

## Primeiro reinado (1419-1427)
Maomé IX manter-se-á no trono durante oito anos sem golpes de estado, o que para aqueles tempos agitados foi um período relativamente longo.
Em 1424, Castela conquista Cuevas Bajas e Cuevas de San Marcos, no que é hoje a província de Málaga.
No campo das relações externas, Maomé IX começa por negociar com Castela a renovação da trégua que estava prestes a expirar. Devido à complicada situação política interna castelhana, o rei João II acede às aspirações de Granada. A 11 de junho é assinado em Ocaña uma novo tratado de tréguas de dois anos. Graças a este tratado, os mercadores podem transitar livremente entre os dois reinos quer fossem cristãos, muçulmanos ou judeus.
Maomé IX entrega o governo a Iúçufe ibne Sarraje, membro do clã dos Abencerragens. O favorecimento dado pelo emir a esta família e o desprezo com que os Abencerragens por vezes tratam o resto da nobreza granadina contribuem para o aumento do número dos seus adversários. Maomé IX tem ainda contra si alguns legitimistas que pensam que o reino deve ser restituído ao jovem emir destronado. Os oponentes formam um partido poderoso, liderado por Ridwan Bannigas (conhecido nas crónicas cristãs como Venegas ou Benegas). O descontentamento entre a população também cresce devido à  penúria e aos pesados impostos destinados a pagar o tributo a Castela.
Em janeiro de 1427, o descontentamento popular, que exigia a renovação da trégua com Castela, leva a que Maomé VIII seja libertado da prisão quando tinha mais de 18 anos. Segundo outras fontes, Maomé VIII teria voltado de Tunes com o apoio de tropas haféssidas. Quando soube da revolta das gentes da almedina, Maomé IX põe-se em fuga e exila-se em Orão, então sob suserania haféssida.

## Primeiro interregno (1427-1429)
Em 1427, Maomé VIII, que havia sido destronado em 1419, retoma o poder, que manterá por dois anos.
Em 1429 Maomé IX obtém o apoio do califa haféssida em tropas e outros recursos para retomar o poder em Granada, para o que conta também com o apoio dos Abencerragens. O líder destes, Iúçufe ibne Sarraje vai a Castela pedir ajuda a João II, que o recebe, acede aos seus pedidos, e envia um embaixador ao califa de Tunes Abu Faris. Pouco tempo depois este embaixador volta acompanhado de Maomé IX e de 500 homens. No final de 1431, quando Maomé IX já controla praticamente todo o emirado e inclusivamente parte da cidade de Granada, Maomé VIII rende-se e pede clemência, sendo preso  na fortaleza de Salobreña.

## Segundo reinado (1429-1432)
Os Abencerragens voltam ao poder com Maomé IX e empreendem uma violenta repressão contra os seus adversários, especialmente contra a família Bannigas. Estes vêm-se obrigados a fugir ou a esconderem-se, esperando uma ocasião propícia para outra rebelião. No fim de março de 1431, Maomé VIII ordena a execução do seu rival Maomé VIII e do seu irmão para evitar a quaisquer tentativas de golpe de estado a pretexto da ilegitimidade do seu reinado. Ridwan Bannigas, líder do partido legitimista que tinha apoiado Maomé VIII, procura outro pretendente ao trono para destronar Maomé IX. Mas em vez de apoiar um dos netos de Iúçufe II, como Iúçufe ibne Amém Iúçufe ou Saade Almostaim ibne Nácer ibne Iúçufe, os candidatos à sucessão mais legítimos, prefere apoiar alguém que lhe está mais próximo, o seu cunhado Iúçufe ibne Almaul[a] (conhecido como Abenalmao pelos cristãos e futuro Iúçufe IV), neto do usurpador Maomé VI. Os dois netos de Iúçufe II, ainda muito jovens, apoiam esta escolha.

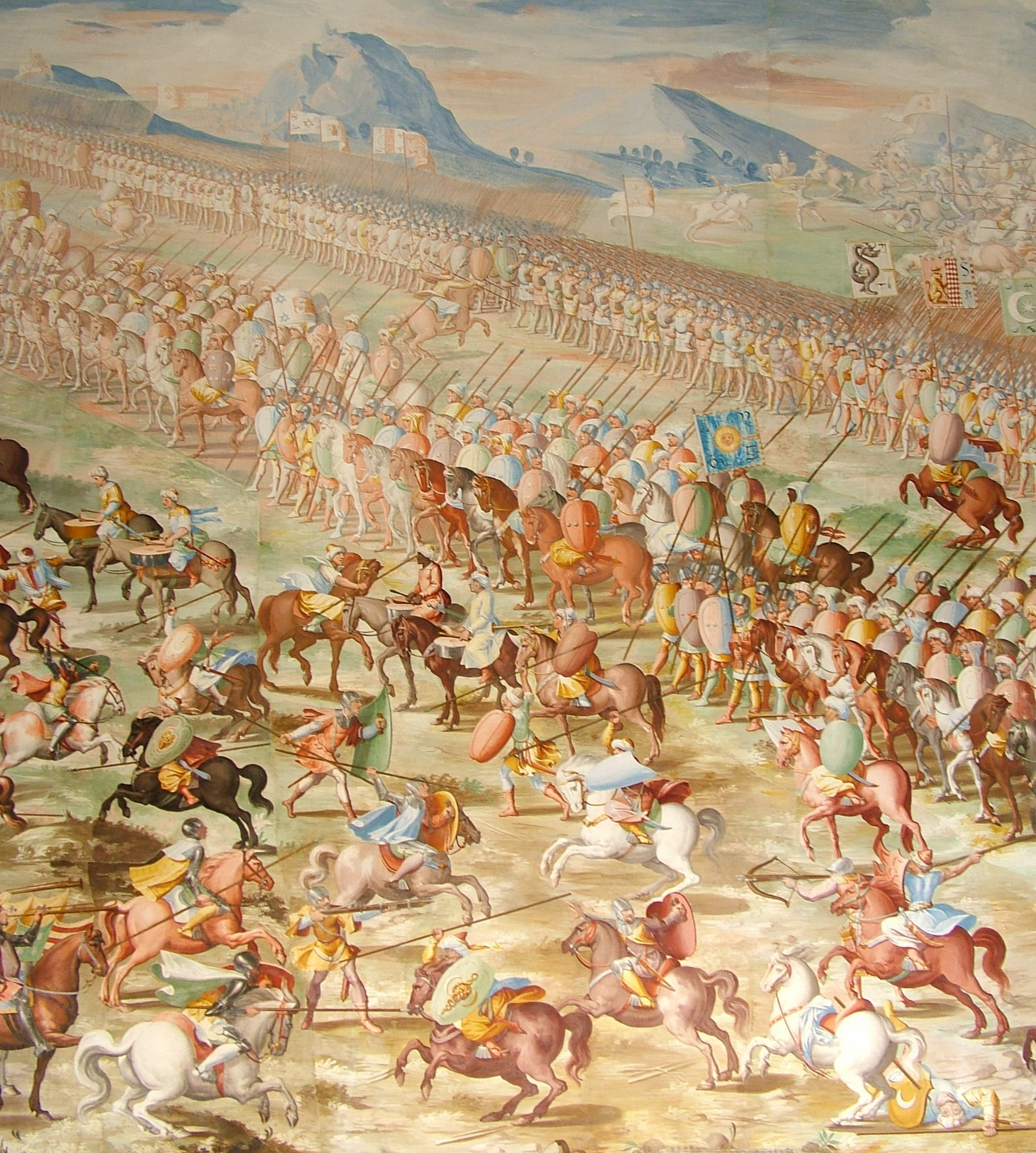
Fresco do Mosteiro do Escorial representando a batalha de Higueruela, travada a 1 de julho de 1431 na Veiga de Granada, que opôs um exército nacérida apoiante de Maomé IX comandado por Maomé, o Coxo a tropas castelhanas comandadas por Álvaro de Luna.

A 31 de março de 1431, Castela conquista Jimena de la Frontera, no Campo de Gibraltar. Os conspiradores reúnem-se no palácio que Iúçufe ibne Almaul tem no centro da almedina e decidem que Ridwan Bannigas deve ir pedir ajuda a João II de Castela. Ridwan deixa Granada em maio de 1431 e apresenta-se na corte castelhana em Córdova. Aconselha os castelhanos a atacarem diretamente Granada, assegurando-lhes que a população lhes será favorável, e dessa forma poderiam ter no trono granadino alguém da sua confiança, no caso Iúçufe ibne Almaul. João II vê na situação um meio de semear a divisão entre os Nacéridas e assim os enfraquecer. Combater contra um inimigo dividido era justamente o que João II esperava, por isso aceita as propostas de Ridwan, que volta a Granada para anunciar o êxito da sua missão.
A 3 de junho de 1431, João II divulga uma bula do papa Martinho V que proclama que a conquista de Granada é uma cruzada. O exército cruzado cruza a fronteira e avança sobre Granada sem enfrentar qualquer resistência. Maomé IX envia pequenos esquadrões para assediar os atacantes. No dia seguinte, Ridwan Bannigas e Iúçufe ibne Almaul saem de Granada para ir ao encontro do rei castelhano. Este último, em vez de reconhecer Iúçufe como o seu novo vassalo soberano de Granada, limita-se a oferecer-lhe hospitalidade.
Maomé IX confia o comando do exército a um dos seus melhores generais, Maomé, o Coxo (futuro Maomé X. A 1 de julho de 1431 é travada a batalha de Higueruela em Higuera de Calatrava, entre as tropas de João II comandadas por Álvaro de Luna e as tropas fiéis a Maomé IX comandadas por Maomé, o Coxo. A batalha salda-se numa vitória de Castela.
Apesar desta vitória, a cruzada castelhana não avança, não entrando em Granada. João II volta a Córdova acompanhado de Iúçufe ibne Almaul e Ridwan Bannigas. Iúçufe é tratado como o titular do emirado de Granada e instala a sua corte em Córdova. O objetivo de João II é criar uma situação instável em Granada, o que se concretizaria e levaria a que alguns adversários de Maomé IX, e também uma parte dos Abencerragens, se juntassem a Iúçufe.

## Segundo interregno (1432) e terceiro reinado (1432-1445)
No final de 1431, quando estala uma rebelião no bairro do Albaicín,  Maomé IX, então quase sem apoiantes exceto os Abencerragens abandona Granada e vai para Almeria, que lhe continuava fiel. Quando sabe disso, Iúçufe envia Ridwan Bannigas à cabeça duma força de 600 cavaleiros, que partem de de Íllora para tomar a capital do emirado. Ridwan encontra pouca resistência e a 1 de janeiro de 1432 Iúçufe ibne Almaul entra na cidade, nomeando imediatamente Ridwan como seu vizir. Os alfaquis apelam ao apoio a Maomé IX, que entretanto sai de Almeria para ir para Málaga, onde tem numerosos partidários, juntamente com aqueles que o tinham acompanhado na fuga de Granada e com alguns habitantes de Almeria.
Maomé IX pede novamente ajuda ao califa haféssida Abu Faris e passa ao ataque, aproveitando o facto de que a maior parte das cidades do emirado começavam a rejeitar a autoridade de Iúçufe, que nunca logrou impor a sua autoridade sobre todo o reino. Maomé, o Coxo ataca a capital de surpresa com 500 cavaleiros, tomando a almedina, o Albaicín e uma parte da Alhambra. Iúçufe ibne Almaul apela aos Castelhanos, que enviam algumas tropas, para se juntarem aos cerca de 400 cavaleiros que continuam fiéis a Iúçufe. Para evitar ser apanhado entre dois fogos, Maomé, o Coxo sai da cidade para poder combater em campo aberto, encontrando e derrotando os reforços enviados de Castela na planície.
Sem meios para resistir, em abril de 1432 Iúçufe IV rende-se a Maomé, o Coxo, que o prende mas lhe poupa a vida. Maomé IX reentra triunfalmente em Granada e inicia o seu terceiro e o mais longo dos seus quatro reinados.
Em 1434, João II de Castela conquista Castellar de la Frontera e cerca Álora. A guerra com Castela prossegue até 1439, registando-se várias batalhas. Nesse ano é negociada uma trégua. A 14 de janeiro, os moçárabes (cristãos que habitam terras muçulmanas) de Comares erguem-se em armas em nome de Santo Hilário contra os seus vizinhos muçulmanos. A revolta é reprimida.

## Terceiro interregno (1445-1447)
Em 1445 estala outra guerra civil em Granada. Desta vez a luta pelo poder é entre Maomé IX e dois dos seus sobrinhos, Abu Alhajaje Iúçufe (futuro Iúçufe V), neto ou bisneto de Iúçufe II)) e Maomé, o Coxo. Este último era governador de Almeria desde 1432, depois do seu êxito à cabeça dos exércitos de Maomé IX. Abu Alhajaje Iúçufe encontrava-se exilado em Córdova, em terras castelhanas. Maomé, o Coxo toma o poder em Granada em janeiro de 1445 com o nome de Maomé X.
Ainda em 1445, sob a pressão dos Abencerragens, apoiados por Castela, Maomé X vê-se forçado a ceder o trono a Abu Alhajaje Iúçufe, que reina como Iúçufe V durante seis meses. Com o apoio dos que o tinham ajudado a tomar o poder em 1445, al-'Ahnaf consegue depôr Iúçufe e volta ao poder em janeiro de 1446. Os seus apoiantes aproveitaram para recuperar as praças perdidas na região oriental do reino e para repor a fronteira com a Múrcia.

## Quarto reinado (1447 ou 1448-1453 ou 1454)
No início de 1448 Maomé IX conquista novamente o poder, pela quarta vez. A volta ao poder de Maomé IX torna-se o símbolo da instabilidade do poder castelhano. Para assegurar a sua sucessão, casa a sua filha com um filho de Maomé VIII, Maomé (El Chiquito), que designa para lhe suceder e que reinará com o nome de Maomé XI. Esta escolha é contestada pelos Abencerragens, que preferem Saad al-Mustain (Ciriza).
Durante este período, em Castela regista-se uma certa instabilidade interna, que é aproveitada por Maomé IX para obter algumas vitórias na zona fronteiriça (La Frontera). Em 1445 ataca Villamartín, na província de Cádis; em 1451 reconquista Jimena de la Frontera, na mesma província; em 1452 ataca de novo Villamartín.
Em 1454, Henrique IV de Castela sucede ao seu pai João II. Prossegue a mesma política de assédio na fronteira e fomenta as rivalidade internas que enfraquecem o emirado de Granada.
Pode dizer-se que na prática o reinado de Maomé IX termina em 1451, ano a partir do qual ele partilha o trono com o genro Maomé XI El Chiquito, uma situação que se mantém até à morte de Maomé IX em 1453 ou 1454, após o que Maomé XI passa a reinar sozinho.